# 廣州市真光中學

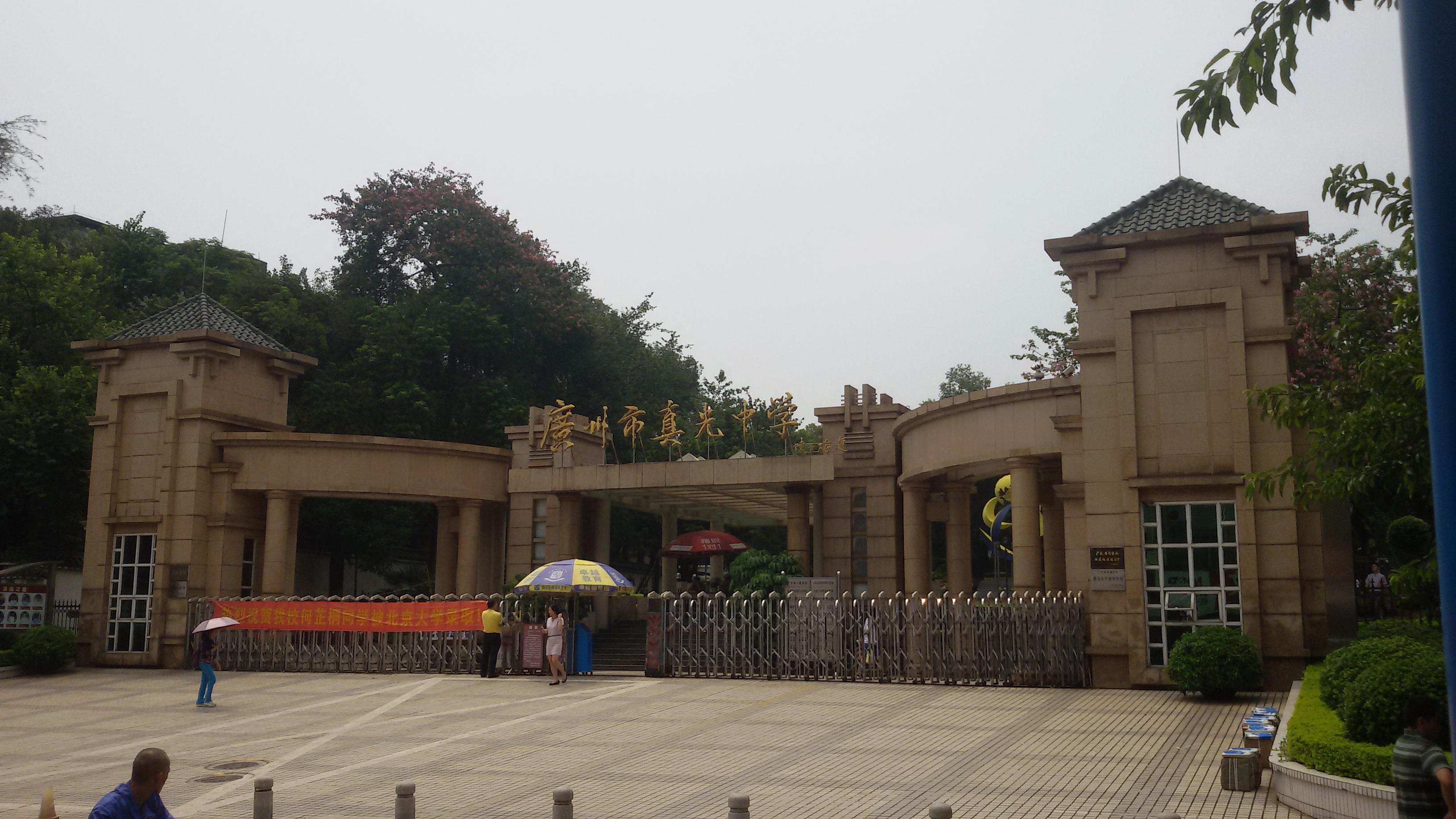
鹤洞校区正门

广州市真光中学（曾命名广州市第二十二中学），位于中华人民共和国廣東省广州市荔湾区芳村白鹤洞山顶，創立於1954年。广州市真光中学旁为广州市培英中学校本部。

## 概况
广州市真光中学现有学生2,900多人，教职工222人，专业教师177人，其中特级教师3 人，具有高级职称的57人，研究生学历12人，占教师人数的38.9% 。
自2007年起，广州真光中学每年都会选出学生前往位于香港各联校访问交流。香港联校也多次以「歷史文化考察團」名义回祖校寻根。

### 设施
学校占地面积79,739平方米，建筑面积56,311平方米。2002年9月学校落成“真光楼”，建筑面积达25,600平方米，主楼高七层，同五幢建筑楼宇相连贯，有60个课室，90个办公室，实验室。
学校有标准400米田径运动场、体育馆、游泳池、足球场、篮球场、羽毛球场、排球场、乒乓球台和较为完善的体育设施。能容纳2,000多人住宿的学生公寓，供4,000多名师生就餐的饭堂。

## 校史
1949年秋，中华人民共和国成立前，私立真光女子中学校董会决定学校再迁往香港，由马仪英负迁校之责。马仪英抵港后，选定九龙塘窩打老道115號为校址，向香港政府登记注册，定名为“九龙真光中学”，由马仪英任校长。广州真光人去楼空，剩下两校区校舍。10月21日，中共控制下的中国人民解放军广州市军事管制委员会成立，军管会文教接管委员会派接管小组接管了市教育局（後成立广州市文教局），并陆续派员接管了各学校，其中包括真光女中、真光小学（含真中女中）的空置校舍。接收後，中共把三校最终改为公立学校，男女皆收，不再延续原学校文化。
被接管後的真光中学小学部，先后被改名为仁济路小学（1951）、中区公立第19小学（1955） 、中区太平街第1小学（1956）、中区仁济路小学（1958）、越秀区仁济路小学（1960）、越秀区瑞金小学（1967）及越秀区仁济路小学（1971）。1958年，因征地扩建中山二院，学校迁至长堤石公祠直街至今。1995年，政府斥资数百万元人民币重建校舍。1996年3月21日，越秀区人民政府及广州市教育委员会批准，复名为广州市真光小学。
被接管後的真光中学，1953年和“私立新潮中学”合并，定名广州长堤中学，秋，改公办学校，更名为广州市第九中学，使用新潮中学校区，原仁济路校区划归广州市第三中学。私立新潮於1949年命名，前身为1947年创立的私立瀛海中学，该校由一群潮籍人士建立。1987年4月，高中部改为广州市第二旅游职业高级中学，初中部继续使用广州市第九中学校名。直至2000年全校才统一改名为长堤真光中学。
1950年秋，市文教局任命李卓衣教授为白鹤洞“新真光中学”校长。由于正校已迁往香港，过去受教会津贴的学校运作艰难，学生减少到不足180多人。1952年至1954年，真光中学的校舍先后被改成工农速成中学和广州粤秀师范学校初师部（与协和中学、美华中学同为粤秀师范学校）。因此，刚成立不久的“新真光中学”高中部在1952年被合并至广州市第三中学。1954年秋，政府当局再把校舍改成新公立普通中学，名广州市第二十二中学。
1966年至1976年文化大革命期间，学校白鹤洞校舍及教学设备遭受严重的破坏，图书、仪器、生物标本遭遗弃毁坏，真光堂部分建筑被拆毁。1976年，奉上级之命，市二十二中迁往海珠区洪德七巷（现洪德路），原白鹤洞校址改为广州外国语学校。1981年9月，外国语学校被并入西村广州市师范学校（现协和中学），市第二十二中学再迁回白鹤洞原地，设亭、初中部，由彭城先生出任校长。
1984年10月14日，广州市人民政府批准，广州市第二十二中学复名为广州市真光中学，当时生活在海内外的真光学子奔走相告。与之一同恢复的还有校徽、校歌、校训和英文校名。
1985年，广州市真光中学获“广州市教育系统先进单位”称号。1995年9月，真光中学被广州市教委批准为“广州市一级学校”。2003年4月，真光中学成为“广东省一级学校”。
2017年，广州市汾水中学整体并入广州市真光中学；而广州市长堤真光中学与广州市真光小学合并，成立九年一贯制的广州市真光学校。
2022年，原民办真光实验学校短暂改名为广州市荔湾区真实中学后改为公办并入真光中学作为其初中部实验校区。2023年，当局授权真光中学管理荔灣區金道中學、荔湾区文伟中学和荔湾区东漖中学，三校改为真光中学的金道学校、文伟学校和东漖学校。

## 学校标识
1949年中华人民共和国成立後，中共致力在中国大陆消灭所有教会学校，施行无神论教育，广州真光也不例外。1954年，真光女子中学被改为广州市第二十二中学，直至1984年才获准恢复原校名，不过当时恢复的校徽、校歌、校训皆被篡改词句或意思，至今未见恢复。香港4间联校则一直保留了所有传统，包括繁体中文的校名。

### 校名
校名“真光”，出自基督教《圣经》中的一句话：
|                                | 那光是真光，照亮一切生在世上的人。 |
| ——《约翰福音》一章九节(和合本) |                                    |

“真”指“十字架真理”；“光”指“基督之光”，即来自耶稣的“光”。

### 校色
- 黃色：代表光明、希望、活潑、明快、爽朗和充滿力量。
- 藍色：代表沈靜、樸實、穩重和理想。

### 校训
学校创立时，校祖订立校训为“尔曹乃世之光，尔光当照人前”——「爾乃世之光」（Thou Art the Light of the World，你們是世上的光），乃根據聖經馬可福音5章14節(Matthew 5:14)。
1984年校训恢复後，校方对原校训赋予新含义——当你从学校获得了科学文化知识和技能，就要成为对社会有用的人才。真光学子要用自己掌握的本领，为社会尽力尽责，发热发光，用自己的好行为去影响世界，服务社群，忠诚地为自己的祖国和民众作出贡献。

### 校徽
真光校徽原是一颗八角银星，呈放射状对称排列。象征伯利恒之星光芒四射，意讓學生仿傚伯利恆之星引人認識神。1949年後，广州真光的校徽被改为共产主义国家国旗常见的五角星状。
香港真光中學1946年開校時校徽是一顆五角銀星，後改成望海燈塔（一個石礁上的燈塔兩邊都射出一度強光）。九龍真光中學仍用五角星。1972年香港真光百周年校慶，校董會通過統一各分校校徽，重新設計校徽為广州母校原始的八角星。

### 校服
自創校以來，真光女兒都是身穿樸素的淺藍色長衫，頭結孖辮。校方希望能培養學生成為“語禁高聲，喜禁大笑，行禁闊步”的端莊淑女，也希望學生除擁有中國女性優良美好的傳統外，亦同時兼備現代女性果敢、堅毅、不讓鬚眉的特質。现时此传统女校服只在香港联校保留至今。

## 著名校友
- 张广宁（71届）：曾任广州市市长。
- 陈香梅：著名华人女政治家。
- 苏华：岭南著名女书画家。
- 郑儒永：中国科学院女院士。
- 林伯熙 、尹好容、司徒淑：跳水运动员。
- 陆巨芳：乒乓球国手。